# Vincent Piccioni
Pour les articles homonymes, voir Piccioni.
Vincent Piccioni est un homme politique français né le 19 août 1812 à Pino (Haute-Corse) et mort le 15 août 1897 en son château de Gandels (Garrevaques, Tarn).
Il épouse en 1837 Ericie Durand avec laquelle il n’a pas eu de descendance. Elle décède en 1893.
Avocat à Bastia en 1840, il passe ensuite 6 ans à l'île de Saint-Thomas, à la tête d'une maison de commerce, et occupant le poste de vice-consul de France. Revenu en 1852, il est conseiller général de la Corse et maire de Bastia en 1854. Il s'installe en 1861 dans la Haute-Garonne et devient conseiller général du canton de Revel et député de la Haute-Garonne de 1863 à 1870, siégeant dans la majorité soutenant le Second Empire.

## Sources
- « Vincent Piccioni », dans Adolphe Robert et Gaston Cougny, Dictionnaire des parlementaires français, Edgar Bourloton, 1889-1891 [détail de l’édition]